# Eleições presidenciais no Azerbaijão em 2008
As eleições presidenciais azeris de 2008 foram realizadas em 15 de outubro. Um total de 7 candidatos participam na corrida pela presidência do país.
Mais de 500 observadores internacionais serão enviados ao país para acompanhar a apuração dos votos.

## Resultados
O atual presidente do país, Ilham Aliyev, obteve uma ampla vitória no pleito, conseguindo pelo menos 89% dos votos, após a apuração de mais de dois terços das cédulas, o que representa 3.727 seções eleitorais ou 75,14% dos votos.

### Questionamento dos resultados
O Escritório para as Instituições Democráticas e Direitos Humanos (ODIHR), da Organização para a Segurança e Cooperação na Europa (OSCE), afirmou não terem sido inteiramente democráticas as eleições. "O processo eleitoral não refletiu plenamente as normas democráticas. As autoridades azerbaijanas não cumpriram com suas obrigações", disse o chefe da missão de observadores da ODIHR, Boris Frlec, que também destacou ter havido casos de "manipulação" durante a apuração e também "insuficiência na cobertura das atividades políticas dos candidatos".
Os partidos opositores decidiram boicotar as eleições da véspera acusando as autoridades de perseguir a oposição, censurar a imprensa e manipular as eleições anteriores, além disso anunciaram na quinta-feira após o pleito que não reconhecem os resultados divulgados.